# Uniontown (Alabama)
 Uniontown és una població dels Estats Units a l'estat d'Alabama. Segons el cens del 2000 tenia 1.636 habitants.

## Demografia
Segons el cens del 2000, Uniontown tenia 1.636 habitants, 617 habitatges, i 433 famílies La densitat de població era de 471,4 habitants/km².
Dels 617 habitatges en un 41,2% hi vivien nens de menys de 18 anys, en un 26,1% hi vivien parelles casades, en un 40,8% dones solteres, i en un 29,7% no eren unitats familiars. En el 28% dels habitatges hi vivien persones soles l'11% de les quals corresponia a persones de 65 anys o més que vivien soles. El nombre mitjà de persones vivint en cada habitatge era de 2,65 i el nombre mitjà de persones que vivien en cada família era de 3,27.
Per edats la població es repartia de la següent manera: un 37,3% tenia menys de 18 anys, un 10,7% entre 18 i 24, un 22,2% entre 25 i 44, un 16,1% de 45 a 60 i un 13,7% 65 anys o més.
L'edat mediana era de 26 anys. Per cada 100 dones hi havia 72,9 homes. Per cada 100 dones de 18 o més anys hi havia 60,8 homes.
La renda mediana per habitatge era de 12.386 $ i la renda mediana per família de 14.148 $. Els homes tenien una renda mediana de 21.625 $ mentre que les dones 14.261 $. La renda per capita de la població era de 8.268 $. Aproximadament el 48,2% de les famílies i el 47,4% de la població estaven per davall del llindar de pobresa.

## Poblacions més properes
El següent diagrama mostra les poblacions més properes.